# Era Teícica
La Era Teícica, o simplemente Teícico, es el segundo período del tiempo geológico de Marte según la escala de tiempo alternativa. 
Dicha Era recibe su nombre por el vocablo griego para referirse a los minerales de tipo sulfato que se formaron en esa época. Se extendió hasta hace alrededor de 3500 millones de años y fue un periodo de activo vulcanismo. Además de lava, una serie de gases, en particular dióxido de azufre, fueron liberados. Al combinarse con el agua, generaron sulfatos e hicieron que el ambiente se volviera ácido. El equivalente en la Tierra sería el periodo Eoarcaico y el principio de la era Paleoarcaica.